# Lykken er
«Lykken er» —en español: «La felicidad es», a menudo seguido de puntos suspensivos— es una canción compuesta por Arne Bendiksen e interpretada en noruego por Hanne Krogh. Fue elegida para representar a Noruega en el Festival de la Canción de Eurovisión tras ganar el Melodi Grand Prix en 1971.

## Festival de Eurovisión

### Melodi Grand Prix 1971
El certamen noruego se celebró el 20 de febrero de 1971 y fue presentado por Jan Voigt, donde la canción fue interpretada por Hanne Krogh y resultó ganadora con 52 puntos.

### Festival de la Canción de Eurovisión 1971
Esta canción fue la representación noruega en el Festival de Eurovisión 1971. La orquesta fue dirigida por Arne Bendiksen, compositor de la canción.
Durante el vídeo de avance, se muestra a Krogh cantando la canción sentada en lo alto de un acantilado, en tejados, bajando por el muelle de su ciudad, y corriendo con niños. En la noche del Festival, interpretó la canción con un vestido de bola, guantes hasta el codo y un parasol.
La canción fue interpretada 18.ª (última) en la noche del 3 de abril de 1971, precedida por Finlandia con Markku Aro & Koivistolaiset interpretando «Tie uuteen päivään». Al final de las votaciones, había recibido 65 puntos, quedando en 17º puesto de un total de 18. La puntuación relativamente alta que recibió para un puesto tan bajo se debe a la estructura de la votación del momento, en el que cada país participante tenía 34 puntos garantizados.
Fue sucedida como representación noruega en el Festival de 1972 por Grethe & Benny con «Småting».

## Letra
En la canción, Krogh describe lo que ve como felicidad - una serie de pequeños placeres como «un viejo gorro/que solía pertenecer a tu mejor amigo» o un «desayuno en la cama».